# HD 145384
HD 145384，又名CP-53 7413，SAO 243448、HR 6022，是一颗恒星，视星等为5.83，位于銀經330.13，銀緯-1.82，其B1900.0坐标为赤經16h 5m 29.4s，赤緯-53° -1.82′ 45″。